# Eishockey in der Schweiz
| Eishockey in der Schweiz                                           | Eishockey in der Schweiz            |
| ------------------------------------------------------------------ | ----------------------------------- |
| Verband:                                                           | Schweizerischer Eishockeyverband    |
| Gründung:                                                          | 1908                                |
| 1. EM-Teilnahme:                                                   | 1910                                |
| 1. WM-Teilnahme:                                                   | 1930                                |
| 1. OL-Teilnahme:                                                   | 1920                                |
| Medaillengewinne:                                                  |                                     |
| EM: 1 × Gold, 4 × Bronze WM: 5 × Silber, 6 × Bronze OL: 2 × Bronze |                                     |
| 1. Meisterschaft:                                                  | 1909                                |
| 1. Landesmeister:                                                  | HC Bellerive Vevey                  |
| Rekordmeister:                                                     | HC Davos (31×)                      |
| 1. Länderspiel:                                                    | 23. Januar 1909 gegen England (0:3) |

Eishockey ist in der Schweiz ähnlich beliebt wie Fussball. Die Zuschauerzahlen sind mit denen bei Fussballspielen vergleichbar und auch in den Medien wird dem Eishockey viel Platz eingeräumt.
Profiligen sind die National League und die Swiss League, daneben gibt es noch die Amateurligen MySports League bis 4. Liga. Organisator der Meisterschaften ist der Schweizerische Eishockeyverband.
Die Schweizer Eishockeynationalmannschaft der Männer steht in der aktuellen IIHF-Weltrangliste auf dem 3. Platz und die der Frauen auf dem 5. Platz.

## Turniere und Meisterschaften
- Meisterschaften
  - allgemein: Schweizer Meister (Eishockey)
  - aktuell: National League, Swiss League, MySports League, 1. Liga, 2. Liga, 3. Liga, 4. Liga
  - historisch: nationale Meisterschaften, internationale Meisterschaften
- Pokale
  - Schweizer Cup (Eishockey)
- Internationale Turniere
  - Spengler Cup
- Olympische Eishockeyturniere in der Schweiz
  - 1928, 1948
- Eishockey-Weltmeisterschaften der Herren in der Schweiz
  - 1928, 1935, 1939, 1948, 1953, 1961, 1971, 1990, 1998, 2009, 2020

## Nationalmannschaft
Für Trainer, Spieler und Platzierungen der Schweizer Nationalmannschaft siehe Schweizer Eishockeynationalmannschaft

## Berühmte Spieler

### Schweizer Spieler in der NHL
Siehe auch: Liste der Schweizer Spieler in der NHL
Die Geschichte der Schweizer in der NHL geht bis ins Jahr 1987 zurück, als mit Ken Baumgartner erstmals ein Spieler mit Schweizer Staatsangehörigkeit ein Spiel in der höchsten nordamerikanischen Profiliga absolvierte. Zwar hatte zuvor mit Mike Kaszycki schon ein späterer Schweizer auf dem Eis gestanden, Kaszycki erhielt die Schweizer Staatsbürgerschaft jedoch erst nach seinen NHL-Einsätzen. David Aebischer gewann schließlich im Jahr 2001 als erster Schweizer Spieler die nordamerikanische Meisterschaft, den Stanley Cup.

## Sonstiges
Mit der ESG Weil am Rhein nahm auch ein deutsches Team am Schweizer Spielbetrieb teil. In der Saison 2006/07 spielten das deutsche Team in der 4. Liga Gruppe Zentralschweiz. Darüber hinaus spielte der einzige liechtensteinische Eishockeyverein, der EHC Vaduz-Schellenberg, bis 2006 in der 4. Liga Gruppe Ostschweiz.

### Übersicht der ausländischen Vereine im Schweizer Eishockey
| Staat/Lizenz  | Name                     | Ort                               | Liga (2015/16) | Zugehörigkeit       |
| ------------- | ------------------------ | --------------------------------- | -------------- | ------------------- |
| Österreich    | EHC Hard                 | Hard, Österreich                  | 3. Liga Ost    | 1997/98 bis 2012/13 |
| Österreich    | EHC Feldkirch            | Feldkirch, Österreich             | -              | 2004/05             |
| Liechtenstein | EHC Vaduz-Schellenberg   | Vaduz, Liechtenstein              | -              | 2005/06             |
| Frankreich    | ADHM Mulhouse            | Mülhausen, Frankreich             | -              | 2005/06             |
| Frankreich    | Pays du Mont Blanc       | Sallanches, Frankreich            | -              | 2006/07             |
| Deutschland   | EHC Freiburg im Breisgau | Freiburg im Breisgau, Deutschland | -              | 2006/07             |
| Deutschland   | ESG Weil am Rhein        | Weil am Rhein, Deutschland        | -              | 2006/07             |
| Italien       | Varese Killer Bees       | Varese, Italien                   | 3. Liga Ost    | seit 2008/09        |
| Frankreich    | Besançon Skating HC      | Besançon, Frankreich              | -              | 2010/11             |
| Kanada        | Sisec NorthAm Select I   | Engelberg, Schweiz                | -              | 2010/11             |
| Kanada        | Sisec NorthAm Select II  | Engelberg, Schweiz                | -              | 2010/11             |
| Deutschland   | EHC Herrischried         | Herrischried, Deutschland         | 3. Liga ZS     | seit 2010/11        |